# 163e division d'infanterie (France)
Pour les articles homonymes, voir 163e division.
La 163e division d'infanterie est une division d'infanterie de l'armée de terre française qui a participé à la Première Guerre mondiale.

## Les chefs de la163edivisiond'infanterie
- 29 octobre 1916 - 13 juin 1917 : général Bordeaux
- 13 - 16 juin 1917 : général Mareschal
- 16 juin 1917 - 12 janvier 1919 : général Boichut

## Composition
- Infanterie

53e régiment d'infanterie de novembre 1916 à novembre 1918
142e régiment d'infanterie de novembre 1916 à novembre 1918
415e régiment d'infanterie de novembre 1916 à novembre 1918
bataillon de pionniers issu du 104e régiment d'infanterie territoriale d'août à novembre 1918
- Cavalerie

1 escadron du 9e régiment de hussards de novembre 1916 à juillet 1917
1 escadron du 1er régiment de dragons de juillet 1917 à janvier 1918
1 escadron du 14e régiment de hussards à partir de janvier 1918
- Artillerie

2 groupes de 75 du 44e régiment d'artillerie de campagne de novembre 1916 à juillet 1917
1 groupe de 95 du 32e régiment d'artillerie de campagne de novembre 1916 à juillet 1917
3 groupes de 75 du 244e régiment d'artillerie de campagne à partir de juillet 1917
110e batterie de 58 du 1er régiment d'artillerie de campagne de novembre 1916 à janvier 1918
101e batterie de 58 du 244e régiment d'artillerie de campagne à partir de janvier 1918
8e groupe de 155c du 104e régiment d'artillerie lourde à partir de juillet 1918
- Génie

novembre 1918

## Historique
Constitution dans la région de Chaumuzy, Gueux entre le 10 et le 15 novembre 1916.

### 1916
- 15 – 30 novembre : mouvement vers le camp de Ville-en-Tardenois : instruction.
- 30 novembre 1916 – 29 janvier 1917 : mouvement par étapes vers la région de Villers-Cotterêts ; travaux et instruction.

### 1917
- 29 janvier – 8 février : mouvement vers Meaux par Betz, puis transport par V.F. de Meaux à Bar-le-Duc ; instruction.
- 8 février – 14 juin : mouvement vers le front, puis occupation d'un secteur vers les Éparges et le nord du bois de Loclont, étendu à gauche, le 15 avril, jusqu'à Haudiomont.
- 14 juin – 14 juillet : retrait du front ; transport par camions vers Gondrecourt ; repos et instruction vers Gondrecourt et Montier-en-Der.
- 14 juillet – 4 août : mouvement vers le front ; et à partir du 20 juillet, occupation d'un secteur vers le mont Cornillet et le mont Haut : engagements violents le 25, 26, 27 juillet (Bataille des monts de Champagne).
- 4 août – 31 août : retrait du front ; repos vers La Chaussée-sur-Marne.
- 31 août – 13 septembre : transport par camions dans la région de Verdun ; repos. Éléments en secteur sur la rive droite de la Meuse.
- 13 septembre – 4 octobre : occupation d'un secteur entre Damloup et le bois le Chaume : engagements violents le 14 et 24 septembre et le 1er octobre (2e Bataille Offensive de Verdun).
- 4 octobre – 5 novembre : retrait du front, mouvement vers Avize ; repos.

2 novembre : mouvement vers Tours-sur-Marne.
- 5 novembre 1917 – 10 mars 1918 : occupation d'un secteur vers le Teton et le mont Haut.

### 1918
- 10 mars – 27 mars : retrait du front et travaux de deuxième position au Nord de Châlons-sur-Marne ; puis repos et instruction vers Tours-sur-Marne et Jâlons.
- 27 mars – 10 avril : transport par camions dans la région d'Ailly-sur-Noye. Éléments engagés au nord puis au sud de Moreuil au fur et à mesure de leur arrivée, dans la Bataille de l'Avre (2e Bataille de Picardie) : combats violents, particulièrement le 4 avril, vers Mailly-Raineval. Front stabilisé au début avril entre le sud de Mailly-Raineval et l'ouest de Moreuil.

5 avril : secteur réduit à gauche, jusqu'au nord-ouest de Mailly-Raineval.
- 10 avril – 27 avril : retrait du front ; à partir du 13 avril transport par V.F. dans la région de Châlons-sur-Marne ; repos à Saint-Germain-la-Ville. À partir du 20 mouvement par étapes vers la Cheppe.
- 27 avril – 15 juillet : occupation d'un secteur entre le mont Cornillet et la ferme des Marquises : actions locales entre le 30 mai et le 1er juillet.

31 mai - 4 juillet : extension du front jusqu'à l'ouest de Prunay.
- 15 juillet – 22 juillet : engagée dans la 4e bataille de Champagne ; replis vers Prunay et le nord-ouest de Prosnes : résistance sur la position principale, puis contre-attaques françaises ; organisation des positions conquises.
- 22 juillet – 28 juillet : retrait du front et occupation d'une deuxième position dans la région de Courmelois.
- 28 juillet – 25 août : mouvement vers le front et occupation d'un secteur vers Prunay et le sud du mont Cornillet.
- 25 août – 17 septembre : retrait du front retrait vers Juvigny et Matougues.
- 17 septembre – 20 octobre : occupation d'un secteur vers Auberive-sur-Suippe et la ferme de Moscou. À partir du 26 septembre, engagée dans la Bataille de Champagne et d'Argonne : progression jusqu'à Suippes, atteinte le 6 octobre

11 octobre : prise de Pont-Faverger, le 12, franchissement de la Retourne, puis progression jusqu'à l'Aisne. Organisation des positions conquises vers Rethel et Thugny-Trugny
- 20 octobre – 31 octobre : retrait du front ; repos dans la vallée de la Retourne.
- 31 octobre – 5 novembre : mouvement vers Tourcelles-Chaumont ; engagée vers Voncq et Terron-sur-Aisne dans la Bataille du Chesne.

2 novembre : passage de l'Aisne vers Semuy.
- 5 novembre – 11 novembre : Engagée dans la Poussée vers la Meuse : combats vers Lametz et Omont ; le 8 novembre progression jusqu'à la Meuse, à l'est de Flize, du 9 au 11 novembre, ultimes combats de la Grande Guerre sur la rive nord de la Meuse vers Vrigne-Meuse.

### 1919
La division est dissoute début 1919[réf. souhaitée].

## Rattachements
- Affectation organique : 4e corps d'armée, de novembre 1916 à novembre 1918

- 1re armée

2 décembre 1916 – 31 janvier 1917
27 mars – 13 avril 1918
- 2e armée

31 janvier – 2 juillet 1917
31 août – 4 octobre 1917
- 4e armée

2 juillet – 31 août 1917
4 octobre 1917 – 27 mars 1918
13 avril – 21 octobre 1918
30 octobre – 11 novembre 1918
- 5e armée

10 novembre – 2 décembre 1916
21 – 30 octobre 1918